# Catálogo Messier
El Catálogo Messier es una lista de 110 objetos astronómicos confeccionada por el astrónomo francés Charles Messier y publicada originalmente (103 entradas) entre 1774 y 1781. Su título formal es Catálogo de Nebulosas y Cúmulos de Estrellas, que se observan entre las estrellas fijas sobre el horizonte de París (en francés, Catalogue des Nébuleuses et des amas d'Étoiles, que l'on découvre parmi les Étoiles fixes sur l'horizon de Paris). 
Messier se dedicaba a la búsqueda de cometas, y la presencia de objetos difusos fijos en el cielo le resultaba un problema, pues podían confundirse con aquellos en los telescopios de su tiempo. Por este motivo decidió él mismo armar una lista que le simplificara el trabajo, y contaría con la ayuda de Pierre Méchain en su parte final.
Su catálogo resultó una reunión de objetos astronómicos de naturaleza muy diferente, como nebulosas, cúmulos de estrellas abiertos y globulares, y galaxias. Por ejemplo, M1 (la nebulosa del Cangrejo) es un remanente de supernova, M45 (Las Pléyades) es un cúmulo abierto, y M31 es la gran galaxia de Andrómeda. Dado que Messier vivía en Francia, la lista contiene objetos visibles sobre todo desde el hemisferio norte. La primera edición del catálogo (1774) incluía solo 45 objetos (M1 a M45); un primer suplemento (1780) adicionaba las entradas M46 a M70, y la lista final de Messier (1781) incluía hasta M103. Más de un siglo después, otros astrónomos, usando notas en los textos de Messier, extendieron la lista hasta 110, que es el número final (M1 a M110). Muchos de estos objetos siguen siendo conocidos por su número en el catálogo Messier, otros son más conocidos por su número en el catálogo NGC (New General Catalogue).

## Maratón Messier
| M42, la nebulosa de Orión, uno de los objetos Messier de mejor visibilidad. Fotografía obtenida con un telescopio newtoniano de 250 mm de apertura y 1200 mm de distancia focal. | M42, la nebulosa de Orión, tal como aparece en el catálogo de Messier. |

Desde mediados de la década de 1980 algunos aficionados a la astronomía realizan «maratones Messier», consistentes en observar en una sola noche el mayor número posible de los 110 objetos del catálogo. La maratón se celebra en la segunda mitad del mes de marzo, cerca del equinoccio de primavera —del 20 al 21 de marzo— y coincidiendo con la luna nueva, con el fin de que las condiciones de visibilidad faciliten la búsqueda de los 110 objetos.